# لواء صالح المحمد الآلي/94

الفريق الركن صالح المحمد الصباح نائب رئيس أركان الجيش الكويتي (1965-1980)

لواء صالح المحمد الآلي/94 هو لواء مشاة آلي تابع للقوة البرية بالجيش الكويت، يقع مقرة في جنوب الكويت، تأسس اللواء في ستينيات القرن الماضي ، وأرسل اللواء إلى الجمهورية المصرية وشارك في حرب 1967 وحرب الاستنزاف وحرب أكتوبر على الجبهة المصرية، عرف اللواء باسم لواء اليرموك قبل أن يغير الاسم عام 2016 إلى لواء صالح المحمد الآلي/94 تيمنا باسم نائب رئيس أركان الجيش الكويت السابق الفريق الركن صالح المحمد الصباح.